# شوتا كيكوتشي
شوتا كيكوتشي (باليابانية: 菊池 将太) (مواليد 14 مايو 1993) هو لاعب كرة قدم ياباني.

## وصلات خارجية
- شوتا كيكوتشي على موقع رابطة كرة القدم اليابانية للمحترفين (اليابانية)
- شوتا كيكوتشي على موقع قاعدة بيانات كرة القدم.إي يو (الإنجليزية)
- شوتا كيكوتشي على موقع Soccerway.com (الإنجليزية)